# Stawy na Wrzosach
Stawy na Wrzosach – zespół dwóch stawów rybnych (Staw Dolny i Staw Górny) o powierzchni łącznej około 110 (lub 120) hektarów, zlokalizowanych na Juszce, na zachód od wsi Wrzosy (województwo dolnośląskie, powiat wołowski). Stawy znajdują się w otulinie rezerwatu przyrody Uroczysko Wrzosy oraz na terenie Parku Krajobrazowego Dolina Jezierzycy i specjalnego obszaru ochrony siedlisk Natura 2000 „Dębniańskie Mokradła”.

## Położenie

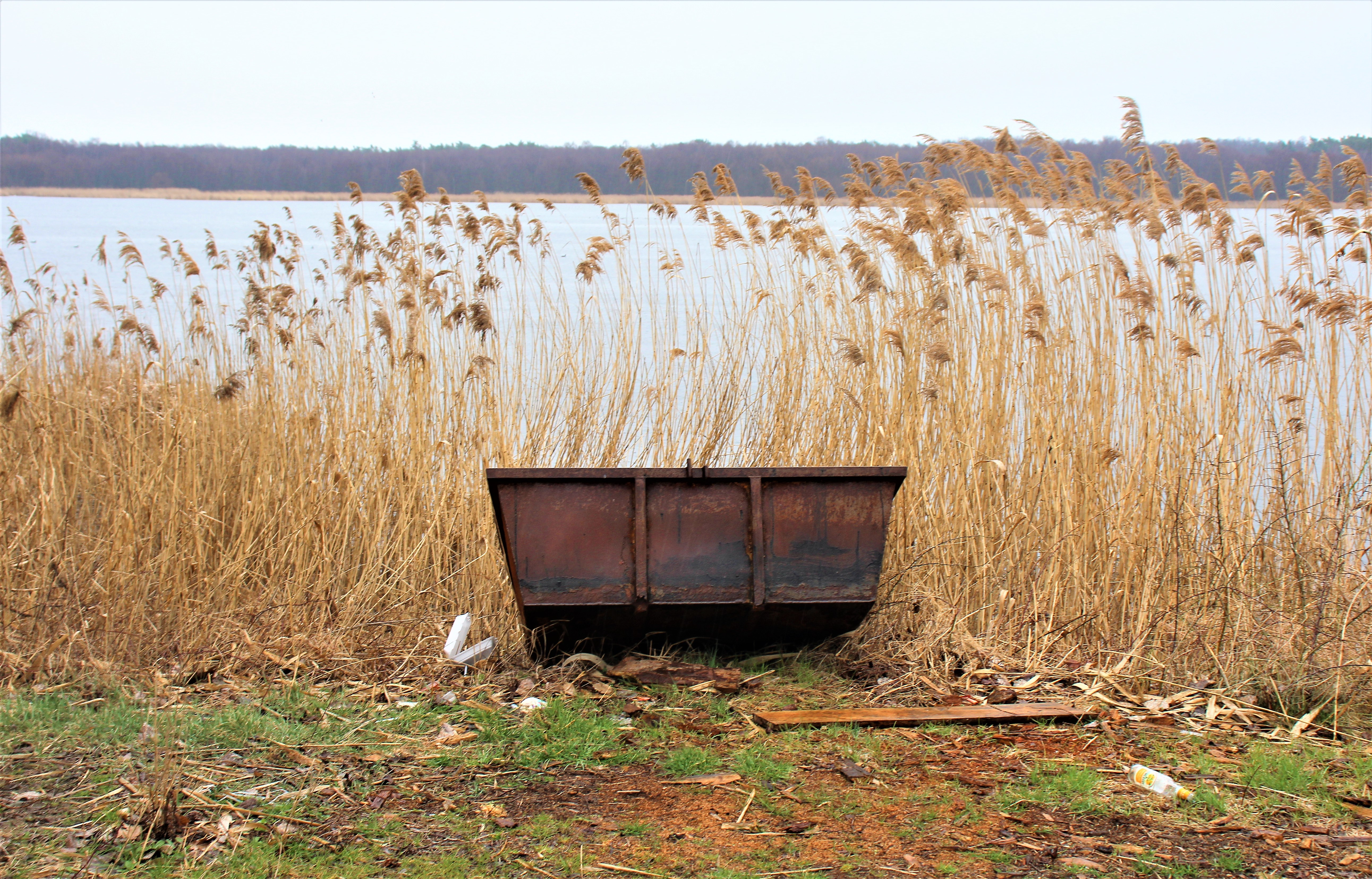
Łódź rybacka przy Stawie Górnym (grobla)

Stawy położone są w dolinie Juszki, na pograniczu mezoregionów Obniżenia Ścinawskiego i Wysoczyzny Rościsławskiej, stanowiących centralną część Wału Trzebnickiego i północny kraniec Niziny Śląskiej. Akweny otaczają suche piaszczyska i bory sosnowe, jak również podmokłe olsy i bagna w strefie brzegowej.
Właścicielem stawów jest Przedsiębiorstwo Produkcji, Handlu i Usług Gospodarstwo Rybackie sp. z o.o. z Raszowej Małej.

## Przyroda
Fauna stawów i ich okolic jest bardzo bogata, a w szczególności dotyczy to awifauny. Na brzegach bytują ssaki, które w okolicy mają swoje ostoje: jeleń europejski, sarna, lis, dzik, borsuk i drobniejsze: jeże, różne gatunki myszy, krety, łasice, gronostaje, bobry oraz wydry. Ornitofauna liczy 89 gatunków, z czego czternaście zostało wymienionych w Załączniku I Dyrektywy Ptasiej (bąk, bocian czarny, łabędź krzykliwy, bielik, błotniak stawowy, kropiatka, derkacz, dzięcioł zielonosiwy, dzięcioł czarny, dzięcioł średni, zimorodek, słonka, lerka, wąsatka i gąsiorek). Gniazdują tu lub żerują: kszyk, żuraw krzykliwy, gęgawa, świerszczak, strumieniówka, kokoszka zwyczajna, dzięcioł zielony, krakwa, cyraneczka oraz brzęczka. Łącznie 141 gatunków ptaków bytuje tu w okresie lęgowym, co czyni to miejsce czwartym w zakresie ilości gatunków obszarem na Dolnym Śląsku. Przy Stawie Górnym, w miejscach nasłonecznionych, wygrzewają się pośród wrzosów żmije zygzakowate.
Przy grobli pomiędzy stawami rosną:
- dąb szypułkowy (obwód 420 cm),
- sosna zwyczajna (obwód 220 cm)[2].

Na samej grobli rośnie topola czarna (550 cm obwodu), a pobliżu rybakówki (zachodni brzeg Stawu Dolnego) stoi wiąz szypułkowy (obwód 430 cm).

## Turystyka
Stawy są atrakcyjnym miejscem dla miłośników ptactwa, ponieważ różnorodne gatunki są tam bardzo dobrze widzialne i słyszalne. Na grobli rozdzielającej stawy usytuowany jest niewielki parking. Groblą i szosą między stawami prowadzi  żółty szlak turystyczny z Wołowa do Orzeszkowa. Górny Staw obiega  niebieski szlak okrężny Wołów-Mojęcice-Rudno-Wrzosy-Wołów.

## Galeria

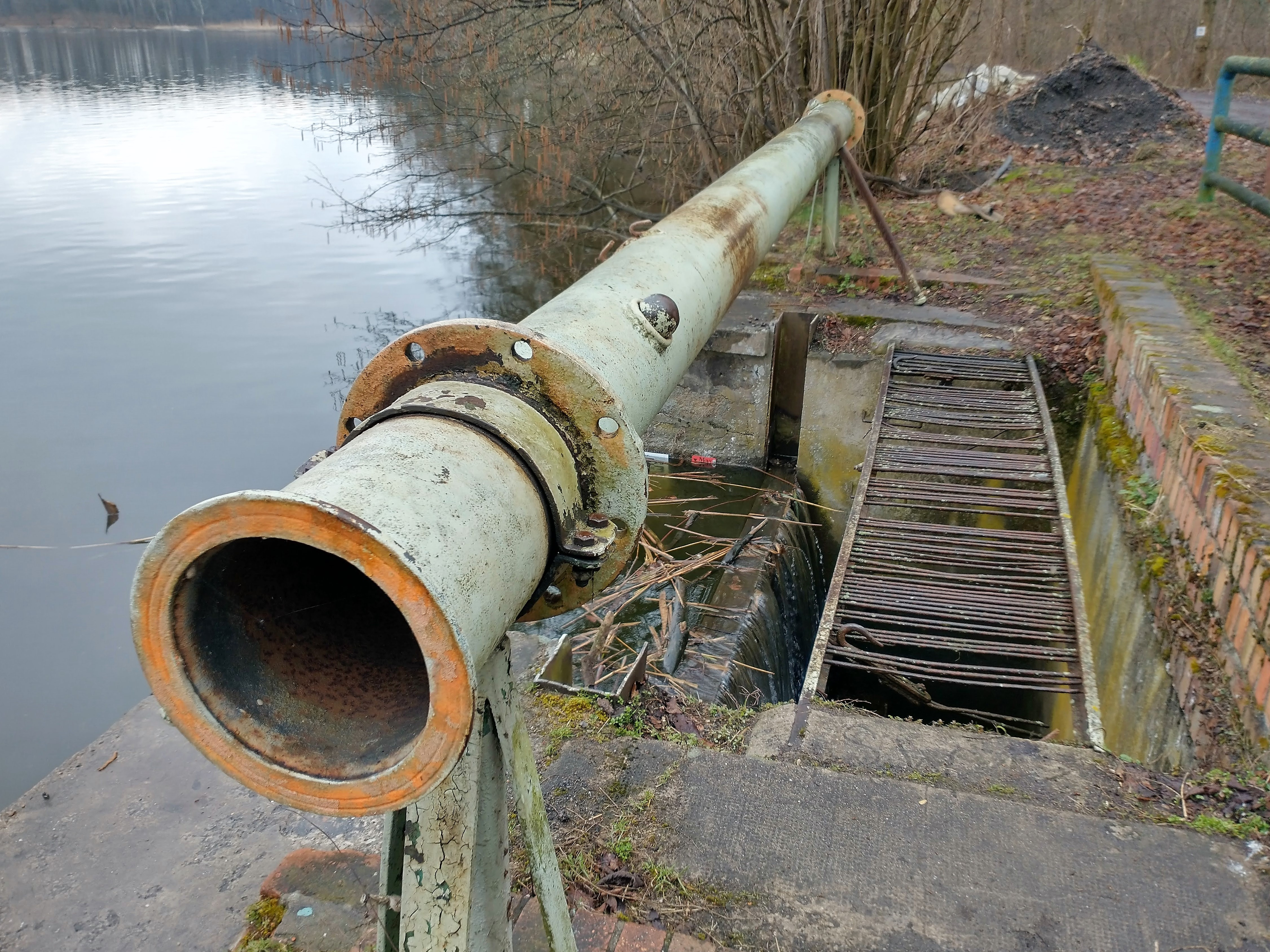
Jaz na Juszce (Staw Dolny)
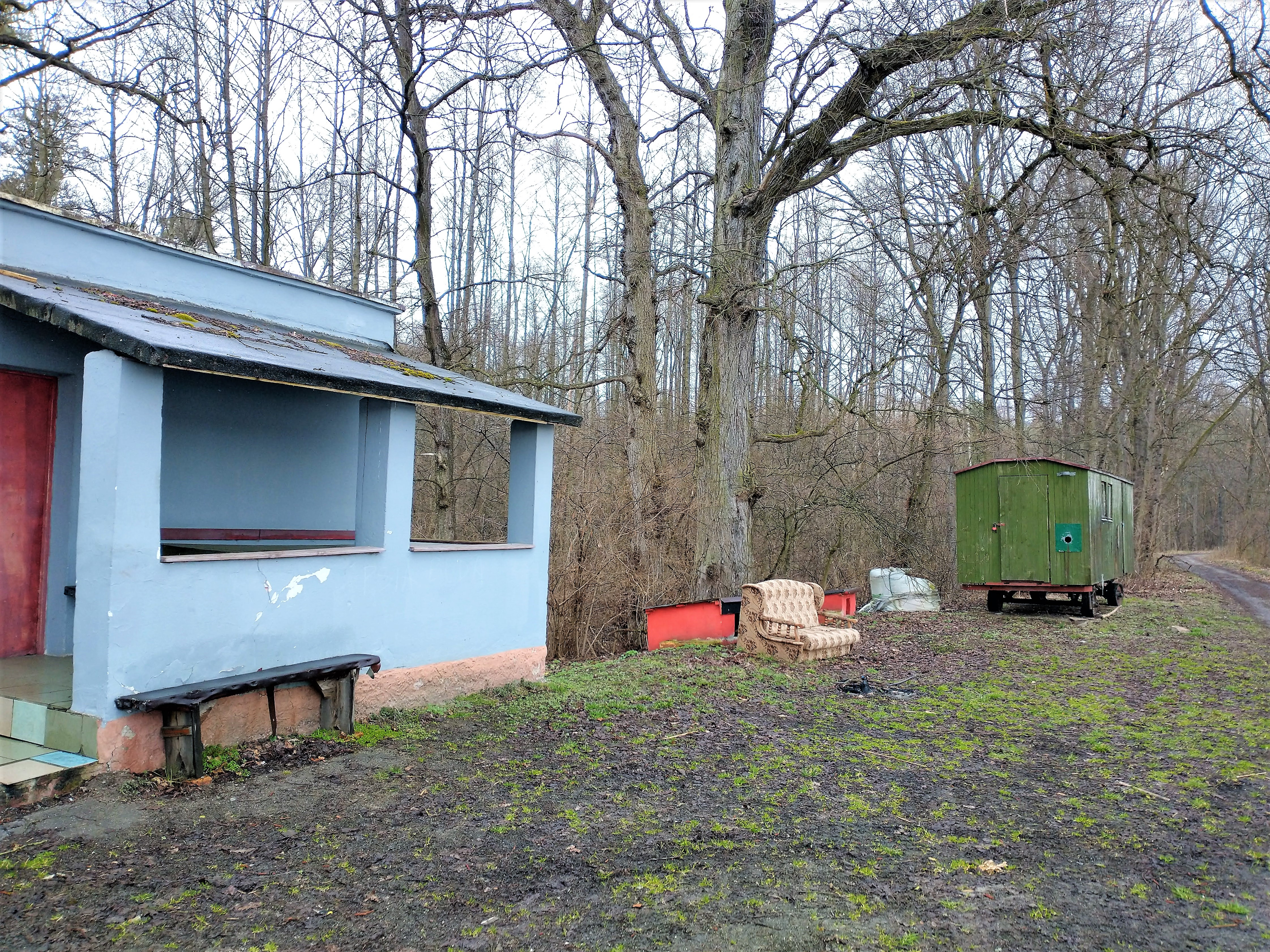
Rybakówka przy Stawie Dolnym
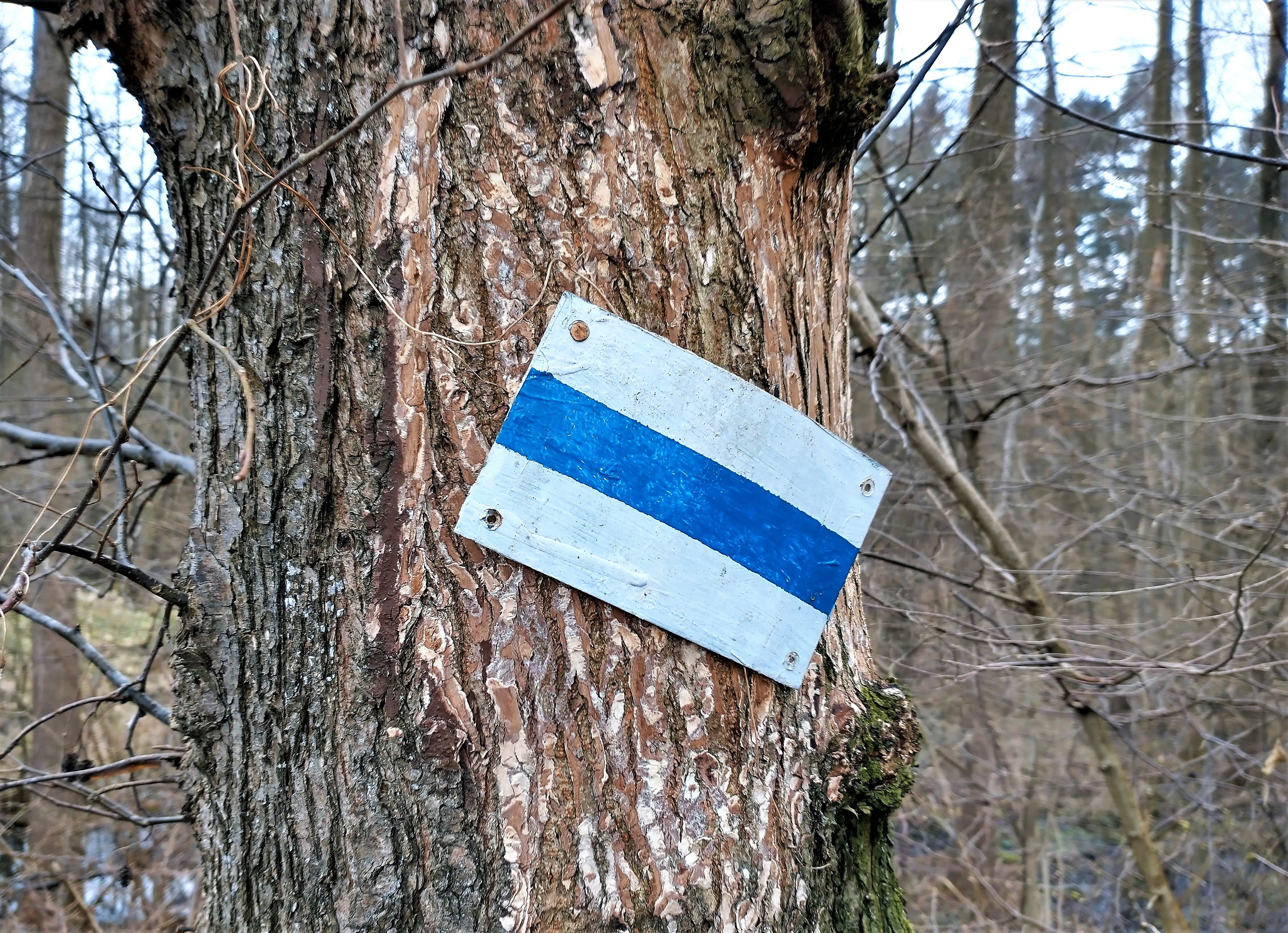
Szlak turystyczny przy stawach